# Acontia gonoides
Acontia gonoides là một loài bướm đêm trong họ Noctuidae.